# اتصال قلیف
اتصال قلیف، اتصال تشکیل شده با جازدن زبانهٔ فرنگی در دو عضو است که به حالت سربه‌سر قرار گرفته‌اند.